# Valschův mlýn
Valschův mlýn v Týništi u Zubrnic v okrese Ústí nad Labem je vodní mlýn, který stojí na Lučním potoce. Je chráněn jako nemovitá kulturní památka České republiky.

## Historie
Nejstarší část mlýna, mlýnice, pochází z roku 1758. Původní obytná část byla postavena kolem roku 1800, nová zděná obytná budova je z roku 1864 a stodola s kolnou jsou z konce 19. století.
Mlýn patřil rodině Wenzla Wundera a zůstal funkční až do roku 1945. Poté postupně chátral a jeden čas sloužil jako smetiště. Roku 1976 jej zakoupilo Okresní vlastivědné muzeum v Ústí nad Labem, které v roce 1979 započalo jeho rekonstrukci. Mlýn je veřejnosti přístupný.

## Popis
Areál je složen z dvanácti staveb soustředěných podél toku Lučního potoka - tvoří jej mlýnice, obytný objekt č.p. 27 se stodolou, malá kolna mezi obytným domem a stodolou a prvky sofistikovaného vodního systému, kterými jsou dva náhony, dva jezy, rozdělovací objekt se stavidlem, mlýnská nádrž s lednicemi, odtokový kanál a mostek. Mlýnice a dům jsou pod jednou střechou, ale dispozičně oddělené, jednopatrová stavba je částečně roubená a zděná.
Voda na vodní kolo vede zahloubeným náhonem od opraveného dřevěného jezu přes rekonstruované stavidlo do akumulační nádrže. Zde se nachází jalová výpust řešená požerákem a výpust do lednice čepovým uzávěrem ve dně. Dál teče voda dubovými vantroky na kolo na vrchní vodu. Z lednice pak podzemním kanálem zakrytými plochými lomovými kameny do spojovacího objektu náhonu na další mlýn (Týniště 28).
Dochované vodní kolo na vrchní vodu je od výrobce František Mikyška, Kojetín. Zrekonstruované dubové vodní kolo na vrchní vodu má jednu řadu ramen. V původním kole byly jednotlivé segmenty spojovány dřevěnými šrouby - závit byl vyřezán přímo v segmentech. Zrekonstruované je obyčejné složení s replikou moučnice. Původní vyřezávaná hranice má vročení 1803. Lub a násypný koš je transferován ze zbořeného mlýna v Malých Žernosekách. Pro ukázku mletí je zde malý ruční žernový mlýnek. V roce 1930 měl mlýn jedno 1 kolo na svrchní vodu (hltnost 0,049 m³/s, spád 4,35 m, výkon 2,1 HP).